# Siêu thuận từ
Siêu thuận từ (tiếng Anh: Superparamagnetism) là một hiện tượng, một trạng thái từ tính xảy ra ở các vật liệu từ, mà ở đó chất biểu hiện các tính chất giống như các chất thuận từ, ngay ở dưới nhiệt độ Curie hay nhiệt độ Neél. Đây là một hiệu ứng kích thước, về mặt bản chất là sự thắng thế của năng lượng nhiệt so với năng lượng định hướng khi kích thước của hạt quá nhỏ.

## Hiện tượng siêu thuận từ
Hiện tượng (hay trạng thái) siêu thuận từ xảy ra đối với các chất sắt từ có cấu tạo bởi các hạt tinh thể nhỏ. Khi kích thước hạt lớn, hệ sẽ ở trạng thái đa đômen (tức là mỗi hạt sẽ cấu tạo bởi nhiều đômen từ). Khi kích thước hạt giảm dần, chất sẽ chuyển sang trạng thái đơn đômen, có nghĩa là mỗi hạt sẽ là một đômen. Khi kích thước hạt giảm quá nhỏ, năng lượng định hướng (mà chi phối chủ yếu ở đây là năng lượng dị hướng từ tinh thể) nhỏ hơn nhiều so với năng lượng nhiệt, khi đó năng lượng nhiệt sẽ phá vỡ sự định hướng song song của các mômen từ, và khi đó mômen từ của hệ hạt sẽ định hướng hỗn loạn như trong chất thuận từ.
Giới hạn siêu thuận từ xảy ra khi năng lượng định hướng nhỏ hơn năng lượng nhiệt, có nghĩa là :
{\displaystyle K_{1}.V_{0}<<k_{B}.T}
với {\displaystyle K_{1},V_{0}} lần lượt là hằng số dị hướng từ tinh thể bậc 1 của vật liệu, thể tích của hạt; {\displaystyle k_{B},T} là hằng số Boltzmann, nhiệt độ của môi trường xung quanh.
Khi xảy hiện tượng siêu thuận từ, chất vẫn có mômen từ lớn của chất sắt từ, nhưng lại thể hiện các hành vi của chất thuận từ, có nghĩa là mômen từ biến đổi theo hàm Langevin :
{\displaystyle I={\frac {N}{V}}\mu _{0}[cth({\frac {\mu _{0}H}{k_{B}T}})-{\frac {k_{B}T}{\mu _{0}H}}]}
với {\displaystyle N/V} là mật độ hạt, {\displaystyle H} là từ trường.

## Ứng dụng
Các vật liệu siêu thuận từ đang được ứng dụng nhiều trong vật lý và y-sinh học nhờ khả năng hồi đáp nhanh với sự tác dụng của từ trường bên ngoài. Siêu thuận từ được sử dụng trong các hạt nano từ tính, đặt trong các chất lỏng từ.

### Ứng dụng vật lý
Đây là các ứng dụng cổ điển, được sử dụng từ rất lâu :
- Sử dụng các chất lỏng từ làm tăng tính truyền dẫn trong các hệ dẫn lực, dẫn nhiệt, dẫn từ, làm giảm nhiễu ồn ở loa điện động...
- Làm nhân cho các hệ hạt tự lắp ghép

### Ứng dụng y - sinh học
Các ứng dụng này mới được phát triển trong thời gian gần đây :
- Dẫn thuốc
- Làm tăng độ tương phản của ảnh chụp cộng hưởng từ hạt nhân
- Điều trị ung thư bằng đốt nóng thân nhiệt cục bộ...